# Атіково
Аті́ково (рос. Атиково, башк. Әтек) — присілок у складі Бурзянського району Башкортостану, Росія. Адміністративний центр та єдиний населений пункт Атіковської сільської ради.
Населення — 414 осіб (2010; 390 в 2002).
Національний склад:
- башкири — 99%